# Estadio del Pueblo de Dalian
El Estadio del Pueblo de Dalian (en chino, 大连市人民体育场) fue un estadio multideportivo ubicado en la zona olímpica de la ciudad de Dalian, en la provincia de Liaoning en la República Popular de China.

## Historia
El estadio fue construido en 1976 con una capacidad para más de 55 000 espectadores, y fue la sede del Dalian Shide, el club de fútbol más importante de la ciudad.
El estadio fue demolido en 2009 para la construcción de un centro comercial.

## Eventos
El estadio fue una de las sedes de la primera edición de la Copa Mundial de Fútbol Sub-16 de 1985 en la que China fue el país organizador del evento.
En él se jugaron los partidos del Grupo C que lo conformaban Arabia Saudita, Costa Rica, Italia y Nigeria, así como un partido de octavos de final.